# Kloster Hecklingen

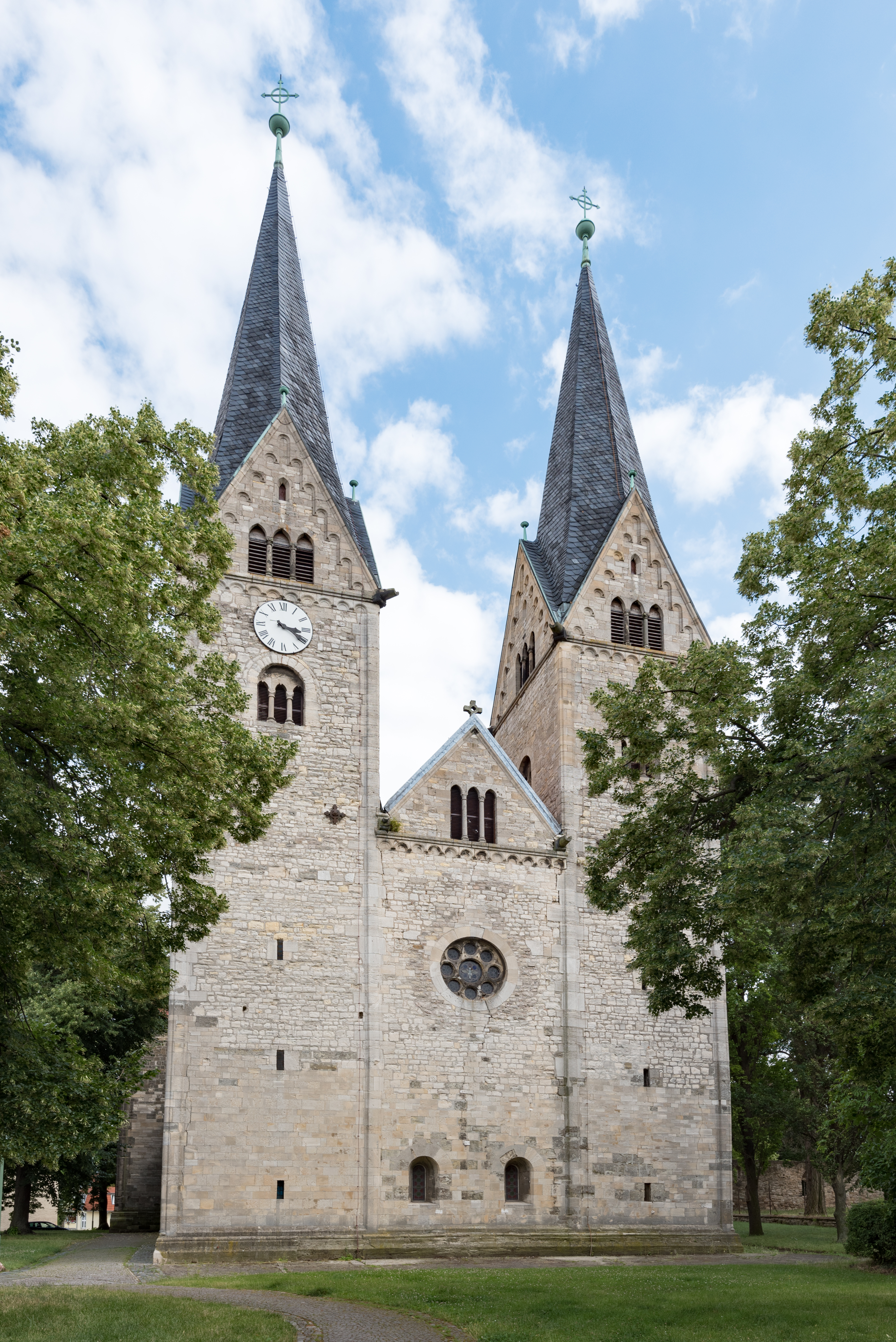
Klosterkirche St. Georg und Pancratius, Westwerk

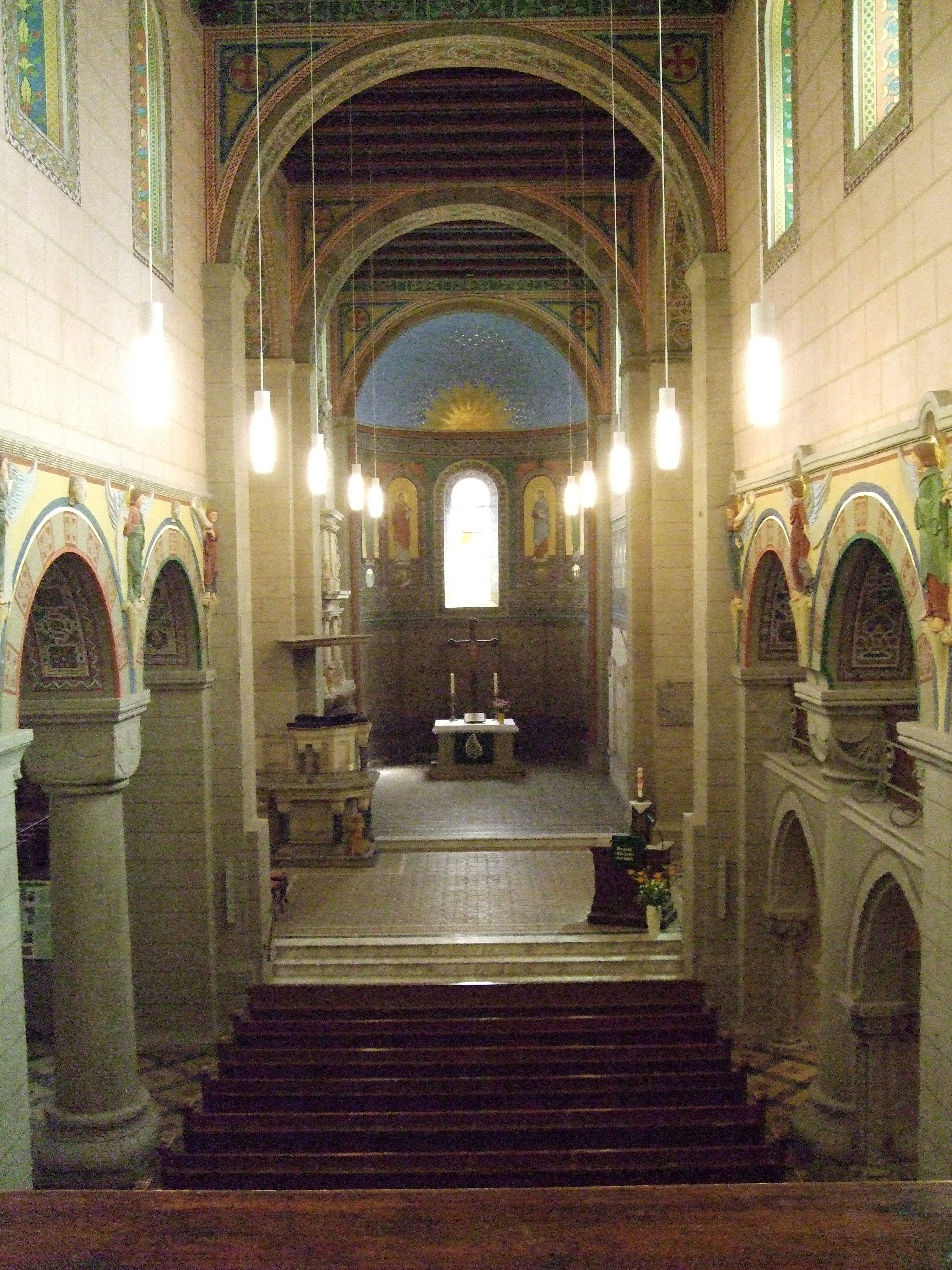
Klosterkirche St. Georg und Pancratius, Mittelschiff, nach Osten gesehen

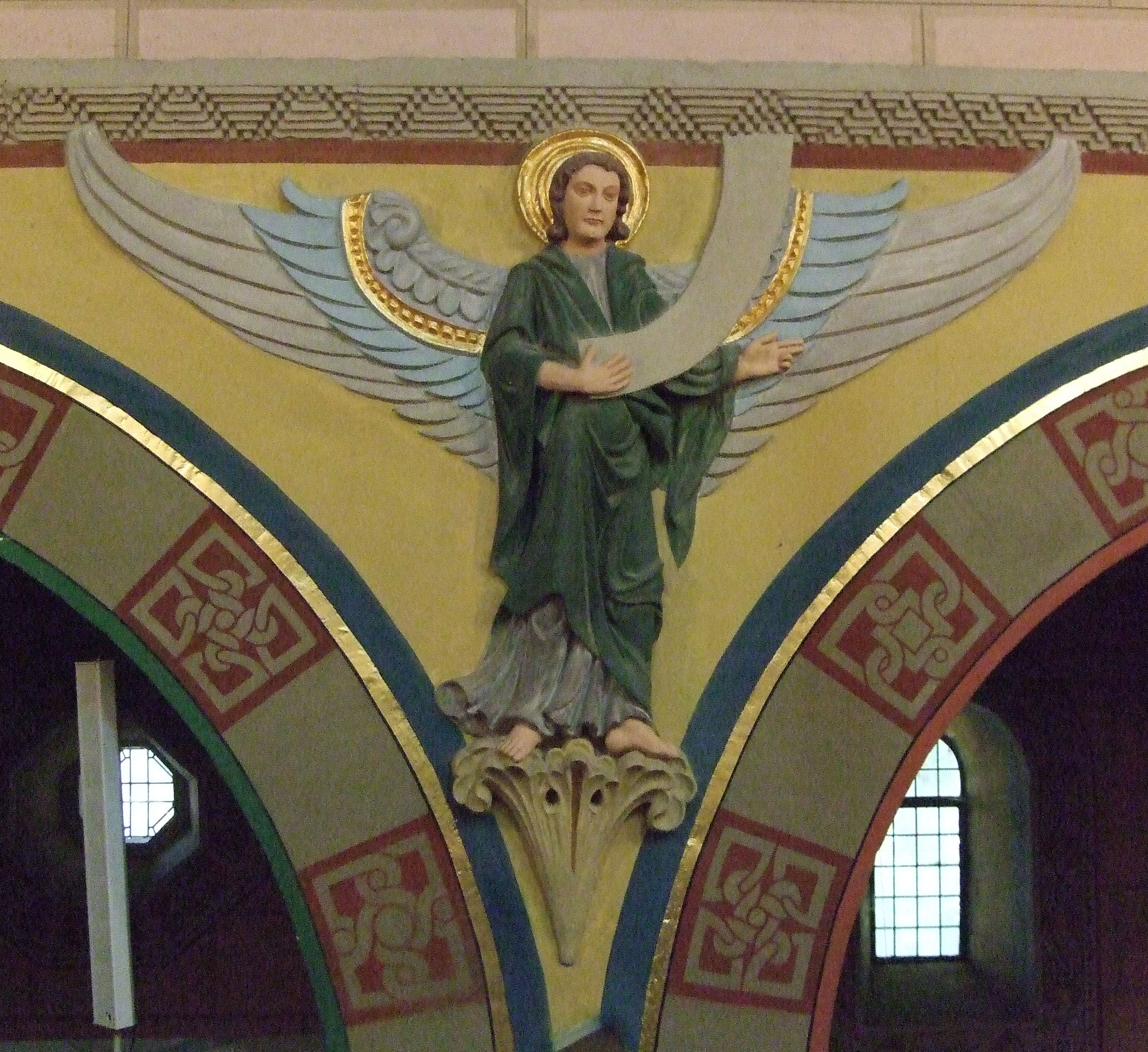
Einer der 14 Stuckengel

Das Kloster Hecklingen war ein Frauenkloster in Hecklingen in Sachsen-Anhalt. Heute gehört es zur Straße der Romanik.

## Geschichte
Um 1070 wurde in Kakelingen (heute Wüstung bei Hecklingen) eine Benediktinerinnenabtei gegründet. Stifter waren die Herren von Kakelingen. Die ersten Nonnen kamen aus dem Kloster Gerbstedt. Erste Äbtissin wurde Ermengard (Irmengard) von Kakelingen. Das Kloster wurde Familiengrablege der Herren von Kakelingen, später der Grafen von Plötzkau und der Konradsburger. Seit 1147 gehörte es zu einer Vogtei der Askanier. Zwischen 1150 und 1176 begann der Bau der Klosterkirche.
Ende des 13. Jahrhunderts nahmen die Benediktinerinnen die Augustinusregel an, womit das Kloster zum Augustiner-Chorfrauenstift wurde. 1305 stattete der Halberstädter Bischof das Kloster mit Einkünften Köchstedts aus, zusätzlich zu den bereits bestehenden Einkünften. Nach 1319 gingen die Vogteirechte gingen an die Fürsten von Anhalt über. Im Jahre 1496 zerstörte ein Brand Teile des Klosters, jedoch nicht die Kirche.
1559 konvertierte die Äbtissin Barbara Schildes zum lutherischen Bekenntnis. Das Kloster wurde säkularisiert, in ein Rittergut umgewandelt und später zu einem Schloss ausgebaut, dem die Grundherrschaft über den Ort zustand. Zwölf Jahre später kaufte die Familie von Trotha das gesamte Anwesen auf. Aus der Klosterkirche wurde die evangelische Pfarrkirche Hecklingens.
Heute wird sie auch für Konzerte genutzt.

## Klosterkirche
Die ehemalige Kirche des Klosters zählt zu den bedeutenden Sakralbauten des Harzgebietes und besitzt romanische Stuckplastik von europäischem Rang.
Das den Heiligen Georg und Pankratius gewidmete Gotteshaus ist eine dreischiffige romanische Basilika mit rheinischem Stützenwechsel (Säule-Pfeiler-Säule) und präsentiert in lehrbuchhafter Weise den quadratischen Schematismus.
Der auf 1225/30 datierte Engelszyklus wird als Höhepunkt des sächsischen Byzantinismus gewürdigt. Die vierzehn an den Langhausarkaden angebrachten Engelfiguren sind ca. 1,25 m hoch und mit Luren (die 4 Eckfiguren) bzw. Schriftbändern als apokalyptischer Engelchor zu deuten. Sehenswert sind außerdem fünf Stifterköpfe aus dem 12. Jahrhundert, einige Kämpferreliefs, filigrane Kapitelle und Ornamente unter den Emporen von 1240/50 sowie ein knapp 10 Meter hohes Renaissance-Epitaph aus Sandstein.
Mitte des 19. Jahrhunderts gelangte der historische Rang von Baukörper und Bauplastik der Hecklinger Basilika neu ins Bewusstsein, so dass von 1878 bis 1883 eine Generalrestaurierung unter dem Zeitgeschmack des Historismus stattfinden konnte. Für die Innenausstattung der Kirche lieferte Holzbildhauer Gustav Kuntzsch, Wernigerode, den Altar, die Kanzel, das Gestühl und das Orgelgehäuse zu der 1884 von der Orgelbauanstalt Wilhelm Rühlmann, Zörbig, eingebauten Orgel (Opus 59). In den Jahren 1886–1889 wurde die Doppelturmfassade vollendet.
Von 1992 bis 1996 erfolgten umfangreiche Sanierungsarbeiten, um im Wesentlichen die neoromanische Raumfassung wiederherzustellen. 2000/2001 folgte eine Auffrischung der Engelrestaurierung.